# Wilhelmine Widemann Dowsett
Wilhelmine Kekelaokalaninui Widemann Dowsett (28 de março de 1861 - 10 de dezembro de 1929) foi uma sufragista nativa do Havaí que ajudou a organizar a Associação Nacional de Sufrágio Igual Feminino do Havaí, o primeiro clube de sufrágio feminino no Território do Havaí em 1912. Ela ativamente fez campanha pelos direitos das mulheres do Havaí de votar antes da aprovação da Décima Nona Emenda à Constituição dos Estados Unidos em 1920.

## Primeiros anos
Ela nasceu em 28 de março de 1861, em Lihue, Kauai, filha do imigrante alemão e empresário Hermann A. Widemann e sua esposa havaiana Mary Kaumana Pilahiuilani. Houve alguma discordância sobre a descendência real exata de sua mãe após sua morte, embora o avô de sua mãe, Kalawa, fosse um servo dos ali'i de Kauai. Seu pai era um político proeminente do Reino do Havaí e ministro do gabinete da última rainha Liliʻuokalani.
Em 30 de abril de 1888, ela se casou com John "Jack" McKibbin Dowsett (1862-1929), um neto do capitão britânico Samuel James Dowsett que se estabeleceu no Havaí em 1828. Seu casamento na Catedral de Santo André em Honolulu contou com a presença de membros da família real havaiana, incluindo o rei Kalākaua, a rainha Kapiʻolani, as princesas Liliʻuokalani e Kaʻiulani. Seu marido se tornou um empresário de sucesso com interesses em bancos, seguros contra incêndio, indústria do açúcar e vapores interinsulares e se tornou o maior acionista da Waianae Sugar Company. Ele serviu como um senador republicano na Legislatura Territorial do Havaí de 1905 a 1907 e serviu como um oficial no Conselho de Agricultura e Florestas e no Conselho de Inspetores de Prisão. Eles tiveram três filhos: Herbert Melville Kualii (1890–1969), Frank Llewellyn Lunalilo (1891–1962) e Alice Aileen Kekuiapoiwa Liliha (1898–1983).